# Plan Baker
El Plan Baker (formalmente, Plan de Paz para la Autodeterminación del Pueblo del Sahara Occidental) es una iniciativa creada por la Organización de las Naciones Unidas para la autodeterminación de estado del Sahara Occidental.

## Historia
La administración del Sahara Occidental por Marruecos desde 1975 es desafiada por guerrilleros del Polisario que viven en el exilio en la vecina Argelia. Desde 1991, se ha establecido un alto el fuego, aceptado por ambas partes en el entendimiento de que la ONU organizaría un referéndum sobre la independencia. Sin embargo, el plan de referéndum de 1991 quedó estancado debido a desacuerdos sobre la elegibilidad de los votantes. Marruecos exigió la inclusión de todas las personas que ahora viven en el territorio, incluidos todos los colonos marroquíes. Después de la Marcha Verde de 1975, el estado marroquí ha patrocinado esquemas de asentamientos que incitan a miles de marroquíes a mudarse a la parte ocupada por Marruecos del Sahara Occidental.(80% del territorio). Para 2015, se estimaba que los colonos marroquíes constituían al menos dos tercios de los 500,000 habitantes.
El Frente Polisario insistió en la inclusión de los hallados solo en el censo español final de 1974 y sus descendientes; El censo de 1974 había sido mencionado como la base de las listas de votantes en el acuerdo de 1991. Los equipos de identificación especializados de la MINURSO finalmente se encontraron a favor de unos 80,000 votantes considerados indígenas del territorio. Ese número correspondió bastante al censo español de 75,000 personas, lo que hizo que Marruecos lanzara llamamientos contra la lista de votantes en nombre de más de 100,000 solicitantes rechazados del lado marroquí. Esto detuvo el proceso y, a fines de la década de 1990, Marruecos comenzó a declarar al referéndum como una "opción muerta".
El primer borrador del plan, llamado Baker I o el Acuerdo Marco, fue distribuido por el enviado especial de la ONU James Baker en 2000, pero nunca se presentó formalmente al Consejo de Seguridad. Aunque se basa en las propuestas de Baker, fue redactado por un equipo legal patrocinado por Marruecos. Ofreció a la gente del Sáhara Occidental autonomía dentro del estado marroquí. A excepción de la defensa y la política exterior, todas las demás decisiones serían responsabilidad del gobierno local. Marruecos aceptó el plan, pero Argelia y el Frente Polisario lo rechazaron. Argelia contestó proponiendo que el territorio se dividiera entre las partes.
La segunda versión (informalmente conocida como Baker II) preveía el autogobierno del Sahara bajo una Autoridad del Sahara Occidental por un período de cinco años, con un referéndum sobre la independencia a continuación. En este referéndum, participaría toda la población actual del Sáhara Occidental, incluidas las personas que habían emigrado o se habían asentado en Marruecos después de 1975, algo que el Polisario había rechazado hasta ahora. Por otro lado, una disposición según la cual el gobierno local interino (la Autoridad del Sáhara Occidental) solo sería elegido por una lista restringida de votantes (aquellos identificados como habitantes originales del territorio por Minurso) Marruecos alienado. Después de que Marruecos expresó sus primeras objeciones a Baker II, Argelia y el Frente Polisario aceptaron a regañadientes el plan como base para las negociaciones. En julio de 2003, el Consejo de Seguridad de la ONU aprobó el plan, algo que no había hecho con el primer borrador de Baker, y pidió unánimemente a las partes que lo implementen. Marruecos, sin embargo, luego rechazó el plan, diciendo que ya no estaría de acuerdo con ningún referéndum que incluyera la independencia como una opción.
Después de esto, Baker renunció en protesta, el segundo enviado de la ONU al Sáhara Occidental en hacerlo. Indicó que, dadas las posiciones irreconciliables de las partes y la negativa del Consejo de Seguridad a imponer una solución sobre las objeciones de cualquiera de las partes, ya no parecía ser una forma factible de implementar el Plan de Liquidación de 1991 o de alcanzar otra solución de compromiso. Mientras que el Polisario, ansioso por tener un fuerte mediador con respaldo estadounidense a cargo del proceso de la ONU, deploró su renuncia, los funcionarios marroquíes lo vieron desde una perspectiva positiva; El ministro de Relaciones Exteriores, Benaissa, llamó públicamente a la renuncia como resultado de "la tenacidad de la diplomacia marroquí". 
Desde principios de 2005, el Secretario General de las Naciones Unidas no se ha referido al plan en sus informes, y ahora parece que está muerto. No existe un plan de reemplazo, sin embargo, persiste la preocupación de que el vacío político resulte en una lucha renovada. Marruecos ha propuesto la autonomía del territorio como solución final al conflicto.
- Datos: Q3901983